# Шведска монархија
Шведска монархија (швед. monarkin i Sverige) је систем уставне монархије у којој звање шефа државе припада наследном монарху. Положај монарха одређен је принципом да монарх „влада али не управља“.
Монарх Краљевине Шведске од 15. септембра 1973. је краљ Карл XVI Густаф. Њена званична титула је Краљ Шведске. Владајућа династија је династија Бернадот.
Престолонаследник је Викторија, престолонаследница Шведске, војвоткиња од Вестерготланда, кћерка краља Карла.
Званична резиденција је Стокхолмска палата.